# Paulo Figueiredo
Paulo José Lopes Figueiredo (* 28. November 1972 in Malanje, Angola), genannt Figueiredo, ist ein ehemaliger angolanischer Fußballspieler und heutiger -trainer portugiesischer Abstammung. 2006 nahm er an der Weltmeisterschaft in Deutschland teil.

## Karriere

### Spielerkarriere
Figueiredo kam in Angola während der portugiesischen Kolonialzeit als Sohn portugiesischer Siedler auf die Welt und zog mit drei Jahren in das Heimatland seiner Eltern.
Anfang der 1990er-Jahre spielte er zunächst bei verschiedenen portugiesischen Vereinen in der zweiten bis vierten Liga. 1996 wechselte er zum damaligen Drittligisten CD Santa Clara, wo er mit acht Jahren einen Großteil seiner Karriere verbrachte. Mit dem Verein von der Azoren-Insel São Miguel schaffte er zur Saison 1999/2000 den erstmaligen Aufstieg in die höchste Spielklasse und wechselte in den darauffolgenden Jahren mehrmals zwischen erster und zweiter Liga. Von 2004 bis 2009 spielte er bei weiteren portugiesischen Vereinen in der zweiten und dritten Liga sowie zwischenzeitlich in Schweden bei Östers IF und in Rumänien bei Ceahlăul Piatra Neamț. Die letzte Station seiner Karriere war der angolanische Erstligist CRD Libolo, bei dem er 2010 seine Laufbahn beendete.
Figueiredo debütierte 2003 im Alter von 30 Jahren für die angolanische Nationalmannschaft. Der angolanische Verband hatte in den Jahren zuvor begonnen, nach portugiesischen Fußballspielern zu suchen, die während der Kolonialzeit in Angola geboren wurden und das Land im Zuge des Bürgerkrieges mit ihren Eltern wieder verlassen hatten. In den Jahren nach seinem Debüt gehörte Figueiredo zum Stamm der Mannschaft und qualifizierte sich mit Angola erstmals für eine Fußballweltmeisterschaft. Er nahm an der WM in Deutschland teil, spielte in allen drei Vorrundenspielen und schied mit seinem Team nach der Gruppenphase aus. Zusammen mit Torhüter João Ricardo war er einer von zwei weißen Spielern der angolanischen Mannschaft. Er nahm zudem am Afrika-Cup 2008 teil, bei dem Angola erstmals das Viertelfinale erreichte. Nach diesem Turnier kam er nicht mehr zum Einsatz.

### Trainerkarriere
Nach dem Ende seiner aktiven Laufbahn war Figueiredo als Trainer tätig. Ab Ende 2016 war er wenige Monate Cheftrainer des angolanischen Erstligisten Progresso da Lunda Sul.